# Arba’a Saghira
Arba’a Saghira (arab. أربعة صغيرة) – wieś w Syrii, w muhafazie Aleppo, w dystrykcie Manbidż. W 2004 roku liczyła 711 mieszkańców.